# Kevin Van Hoovels
Kevin Van Hoovels (nascido em 31 de julho de 1985) é um ciclista belga, especialista em cross-country de MTB. Representou seu país, Bélgica, nos Jogos Olímpicos de Verão de 2012, terminando na décima nona posição.
Ele se tornou amplamente conhecido na internet por sua reação imediata após perder um sprint final durante uma corrida.
No ciclismo de estrada, Van Hoovels compete para a Team3M, e no MTB para a equipe Versluys, ambas desde a temporada de 2014.